# 方龍驤
方龍驤（英語：Loong Hsiang Fang，1928年2月27日—2007年5月5日），原名棠華，譜名之棣，香港导演、编剧、作家、收藏家。祖籍浙江镇海，出生於上海。生前常用艺名龍驤。

## 生平
方龍驤出生於镇海方氏家族，1928年2月27日，生於上海。
在香港收藏界以收藏中国瓷器出名，特别以收藏宋朝官窑，为其倾尽毕生积蓄。
2007年5月5日，因心臟衰竭病逝香港，得年79歲，颇得香港收藏界怀念。

## 代表影视作品
电影：
- 1968年：《铁观音勇破爆炸党》（编剧）[1]
- 1982年：《狼来了》电影
- 1975年：《二世祖》电影
- 《藍皮書》（主編）[5]
- 電影《翡翠湖》（編劇）[5]
- 电影《催命符》
- 1967年：《明日之歌》电影
- 1961年：《侬本多情》电影

## 代表著作
- 文学作品：《貓頭鷹鄧雷故事》[2]
- 研究宋瓷的专著：《拙雅之美話宋瓷》，香港古陶瓷研究室出版，1997年，方龍驤著
- 《漫话钧窑》论文，发表于《中国文物世界》1995年第113期
- 「《垣齋筆衡》解讀」 发表于2004年4月《國立歷史博物館館刋》第14巻4期

## 外部资料
- Mtime时光网：方龙骧 （页面存档备份，存于）